# Odyendyea klaineana
Odyendyea klaineana là một loài thực vật có hoa trong họ Thanh thất. Loài này được (Pierre) Engl. mô tả khoa học đầu tiên năm 1896.